# Raffaello (słodycze)

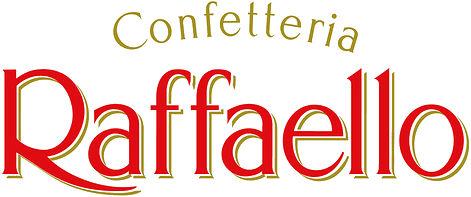
Logo Raffaello

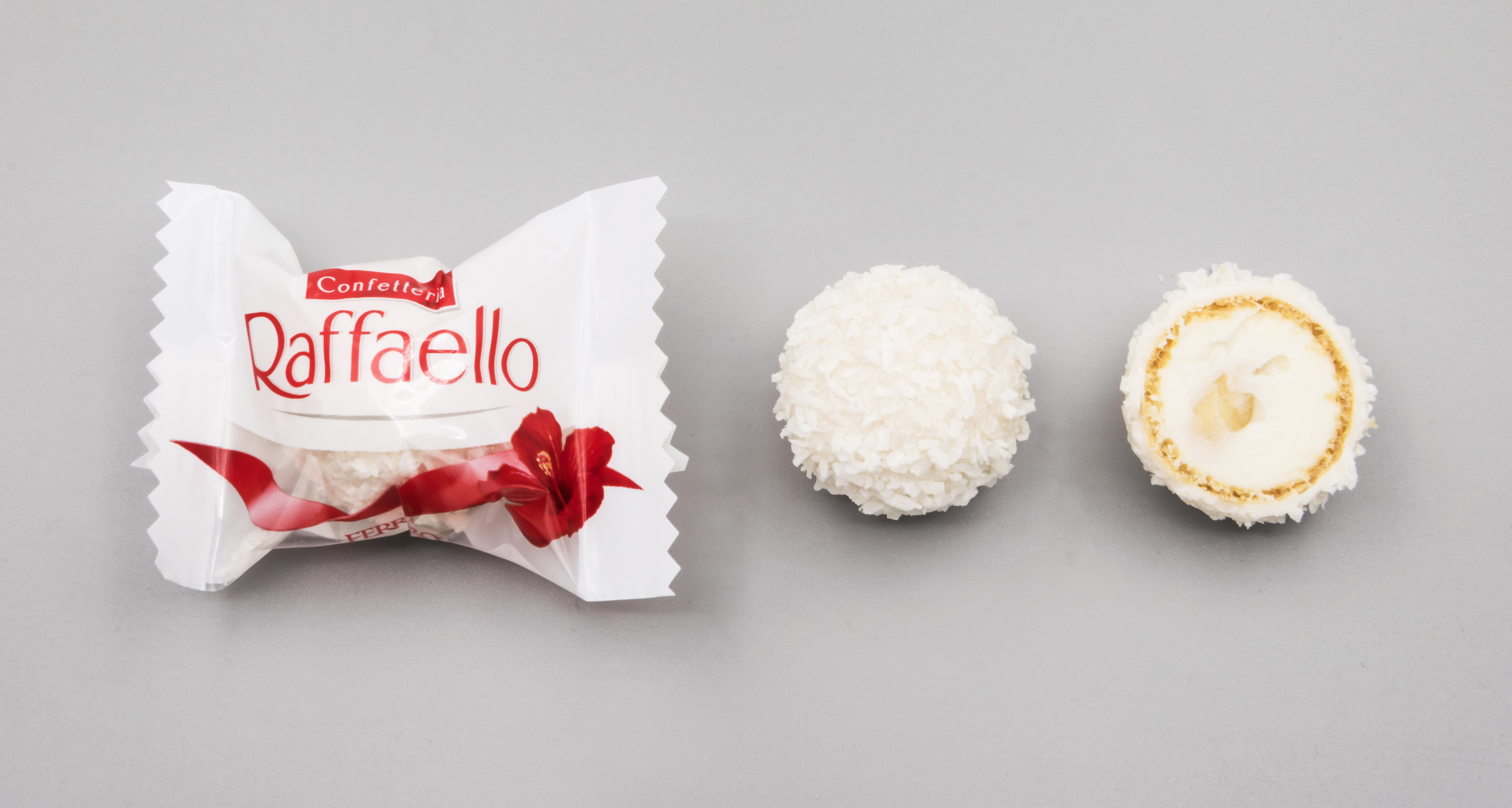
Raffaello

Raffaello – pralina marki Ferrero wprowadzona na rynek w 1990 roku. Kulisty wafel wypełniony białym kremem mlecznym, z migdałem w środku, posypany wiórkami kokosa.
Podobna do produkowanej przez tę samą firmę czekoladowej praliny Ferrero Rocher z orzechem laskowym.
Składnikitłuszcze roślinne, wiórki kokosowe, cukier, odtłuszczone mleko w proszku, migdał, mąka pszenna, słodka serwatka w proszku, naturalny aromat, emulgator lecytyny (soja), środek spulchniający (wodorowęglan sodu), sól, wanilina.